# Merodon testaceus
Merodon testaceus är en tvåvingeart som beskrevs av Sack 1913. Merodon testaceus ingår i släktet narcissblomflugor, och familjen blomflugor. Inga underarter finns listade i Catalogue of Life.